# Drugie Studio Wrocławskie

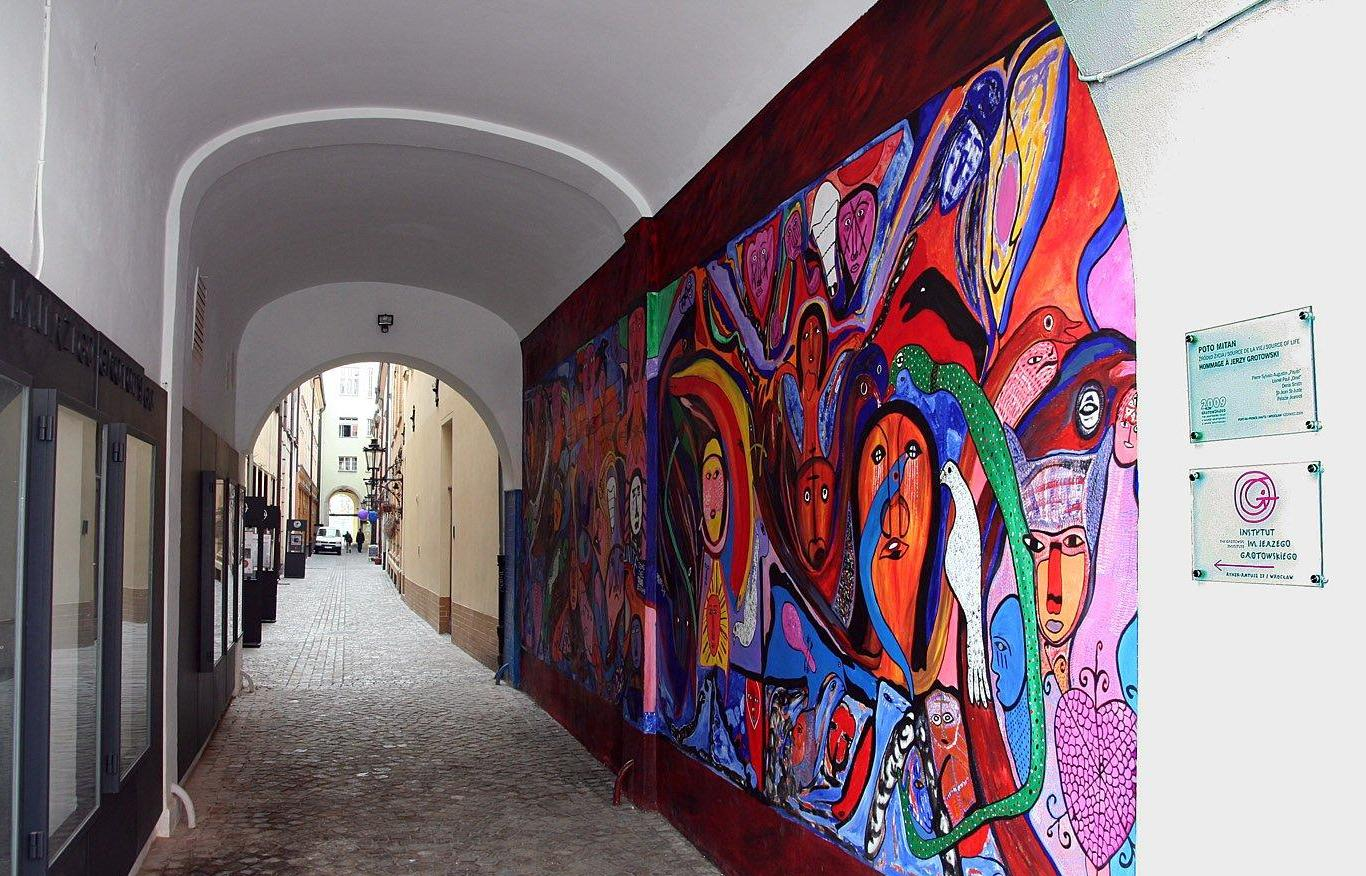
Wrocław, Przejście Żelaźnicze, siedziba Teatru Laboratorium i Drugiego Studia Wrocławskiego

Drugie Studio Wrocławskie – polski teatr alternatywny, działający od 1 stycznia 1985 do 31 sierpnia 1989 we Wrocławiu, w dotychczasowej siedzibie Teatru Laboratorium. Dyrektorem artystycznym był Zbigniew Cynkutis.

## Idea i program
Drugie Studio Wrocławskie powstało na skutek działań lokalnego środowiska kulturalnego, zmierzających do ochrony spuścizny po Teatrze Laboratorium, po jego samorozwiązaniu w 1984 roku. Równolegle do działalności archiwistycznej i dokumentacyjnej Zbigniew Cynkutis rozpoczął prace nad tworzeniem nowego zespołu teatralnego, który miał kontynuować artystyczne dziedzictwo Laboratorium. Od listopada 1984 roku funkcjonował dział historyczno-badawczy (w 1987 roku przekształcony w Ośrodek Dokumentacji Teatru Laboratorium), zajmujący się prowadzeniem archiwum oraz działalnością badawczą. Na początku 1985 roku powstał zespół teatralny, który od 1986 roku rozpoczął działalność twórczą.

## Działalność
W Drugim Studiu pod kierownictwem artystycznym Cynkutisa działały dwa zespoły – polski oraz międzynarodowy. Inauguracyjnymi premierami polskiego zespołu były Phaedra-Seneca w reżyserii Cynkutisa oraz Fedra w reżyserii Mirosława Kocura, zaprezentowane w 1986 roku. W tym samym czasie odbyły się dwie premiery zespołu międzynarodowego – Phaedra i Opowieść o życiu i śmierci Joaquina Muriety Pabla Nerudy – obydwa w reżyserii Elizabeth Craven.
Negatywne przyjęcie przedstawienie Phaedra-Seneca przez wrocławską publiczność spowodowało napięcia w zespole polskim, z którego w maju 1986 roku odeszła połowa aktorów. Doszło także do zmian w kierownictwie – Cynkutis, dotychczas kierujący Drugim Studiem jednoosobowo, sprawował nadal funkcję dyrektora artystycznego, a Tadeusz Nesterowicz został dyrektorem naczelnym.
W kolejnym sezonie obydwa zespoły kontynuowały działalność,zaprezentowały m.in. dobrze przyjętego Ajschylosa Prometeusza polskiego zespołu w reżyserii Kocura. Nieprozumienia pomiędzy Cynkutisem a Kocurem doprowadziły jednak do odejścia z teatru tego drugiego, a wraz z nim części zespołu. W styczniu 1987 roku w wypadku samochodowym pod Wrocławiem zginął Cynkutis. Pomimo niesprzyjających okoliczności Drugie Studio Wrocławskie kontynuowało działalność teatralną. W sezonie 1987/1988 do Drugiego Studia powrócił Mirosław Kocur, obejmując kierownictwo artystyczne.
W sierpniu 1989 roku podjęto decyzję o likwidacji Drugiego Studia Wrocławskiego jako główną przyczynę podając niski poziom artystyczny teatru. Ostatnią realizacją była reinscenizacja Eliasza Martina Bubera (pierwotnie wystawionego w reżyserii Mirosława Kocura w 1988 roku).

## Kontynuacja – Ośrodek Grotowskiego
Po rozwiązaniu Drugiego Studia Wrocławskiego w sierpniu 1989 roku działalność związaną z zabezpieczaniem spuścizny Jerzego Grotowskiego i Teatru Laboratorium, postulowaną w programie jednostki kontynuował utworzony 29 grudnia 1989 roku Ośrodek Badań Twórczości Jerzego Grotowskiego i Poszukiwań Teatralno-Kulturowych (od grudnia 2006 roku funkcjonujący pod nazwą Instytut im. Jerzego Grotowskiego).